# HTML-színkódok
A HTML-színkódok vagy más néven webszínek olyan színkódok, amiket a weboldalak kialakításakor használhatunk.
A weblapok kialakítóinak több lehetőségük is van az egyes elemek színének meghatározására. Egyrészt mód van az egyes RGB értékek (RGB: az angol vörös-zöld-kék szavak rövidítése) hexadecimális vagy decimális formában való megadására, vagy az RGB modelltől eltérő modell (pl. RGBA, HSL, HSLA) alkalmazására is, másrészt a színek egy részéhez létezik angol nyelvű megnevezés is.

## Színkódok, színnevek és csoportjaik
A hexadecimális kódoláskor egy hatjegyű hexadecimális szám jelöli a színt, és ezt egy „#” jel előzi meg. Két-két jegy jelöli a vörös (Red), a zöld (Green) és a kék (Blue) színcsatornát, ebben a sorrendben. Így #ff0000 (#FF0000) felel meg a vörösnek, #00ff00 (#00FF00) felel meg a zöld színnek, #0000ff (#0000FF) a kéknek. Minden más szín ezek keverékeként áll elő.
A hexadecimális színkód esetén közömbös, hogy a 10, 11, 12, 13, 14 és 15 decimális értékeknek megfelelő a, b, c, d, e és f hexadecimális számjegyeket kisbetűvel, vagy pedig nagybetűvel A, B, C, D, E és F formában írjuk-e.
Az angol nyelvű színneveknek ezzel szemben szerves része a kisbetűs vagy nagybetűs írásmód, jelentésmegkülönböztető szerepe van.
A színmegnevezésekre többféle szabvány is létezik: HTML 4/VGA (16 szín), CSS 3 (140 szín). A gyártók is bevezették saját színmegnevezéseiket, ezeknél azonban nem biztosított, hogy minden böngésző értelmezni tudja őket.
Létezik ezeken kívül még az ún. webtűrő színek csoportja is. Ez arra a technikára nyúlik vissza, amikor még csak 256 színt lehetett a képernyőkön közvetlenül megjeleníteni. A többi szín illúzióját az angol szóval ditheringnek (árnyalás) nevezett technikák valamelyikével teremtették meg, ez gyakorlatilag különböző színű képpontok egymás mellé helyezését jelenti, hasonlóan a nyomdászatban alkalmazott raszterezéshez, a szem ennek eredményeként egy „kikevert” színt lát. A módszer viszont többé-kevésbé szemcsézetté teszi a képet. Azokat a színeket nevezzük webtűrő színeknek, amelyekhez a dithering nem szükséges. Az újabb technikák folytán a weblapok tervezői egyre kevésbé kényszerülnek arra, hogy az egységes és jó minőségű megjelenítés érdekében a webtűrő színekre korlátozzák a weblapok kialakítását.
A webtűrő színek jegyei mintegy duplázzák a hexadecimális számjegyeket, ezért létezik rájuk egy háromjegyű rövidítési konvenció is, amiben például a sárgászöld #aaff33 így is megadható: #af3.

## HTML 4/VGA színmegnevezési szabvány
Ez a szabvány 16 alapszínt nevez meg:
| black  | #000000 | silver  | #C0C0C0 |
| maroon | #800000 | red     | #FF0000 |
| green  | #008000 | lime    | #00FF00 |
| olive  | #808000 | yellow  | #FFFF00 |
| navy   | #000080 | blue    | #0000FF |
| purple | #800080 | fuchsia | #FF00FF |
| teal   | #008080 | aqua    | #00FFFF |
| gray   | #808080 | white   | #FFFFFF |

Figyelni kell a kisbetűs írásra.

## CSS 3 színmegnevezési szabvány
A W3C specifikációja, a CSS3 a következő 140 színt szabványosítja gyártótól független módon:
| Telítettség szerint  | Telítettség szerint |
| -------------------- | ------------------- |
| Maroon               | #800000             |
| DarkRed              | #8B0000             |
| FireBrick            | #B22222             |
| Red                  | #FF0000             |
| Salmon               | #FA8072             |
| Tomato               | #FF6347             |
| Coral                | #FF7F50             |
| OrangeRed            | #FF4500             |
| Chocolate            | #D2691E             |
| SandyBrown           | #F4A460             |
| DarkOrange           | #FF8C00             |
| Orange               | #FFA500             |
| DarkGoldenrod        | #B8860B             |
| Goldenrod            | #DAA520             |
| Gold                 | #FFD700             |
| Olive                | #808000             |
| Yellow               | #FFFF00             |
| YellowGreen          | #9ACD32             |
| GreenYellow          | #ADFF2F             |
| Chartreuse           | #7FFF00             |
| LawnGreen            | #7CFC00             |
| Green                | #008000             |
| Lime                 | #00FF00             |
| LimeGreen            | #32CD32             |
| SpringGreen          | #00FF7F             |
| MediumSpringGreen    | #00FA9A             |
| Turquoise            | #40E0D0             |
| LightSeaGreen        | #20B2AA             |
| MediumTurquoise      | #48D1CC             |
| Teal                 | #008080             |
| DarkCyan             | #008B8B             |
| Aqua                 | #00FFFF             |
| Cyan                 | #00FFFF             |
| DarkTurquoise        | #00CED1             |
| DeepSkyBlue          | #00BFFF             |
| DodgerBlue           | #1E90FF             |
| RoyalBlue            | #4169E1             |
| Navy                 | #000080             |
| DarkBlue             | #00008B             |
| MediumBlue           | #0000CD             |
| Blue                 | #0000FF             |
| BlueViolet           | #8A2BE2             |
| DarkOrchid           | #9932CC             |
| DarkViolet           | #9400D3             |
| Purple               | #800080             |
| DarkMagenta          | #8B008B             |
| Fuchsia              | #FF00FF             |
| Magenta              | #FF00FF             |
| MediumVioletRed      | #C71585             |
| DeepPink             | #FF1493             |
| HotPink              | #FF69B4             |
| Crimson              | #DC143C             |
| Brown                | #A52A2A             |
| IndianRed            | #CD5C5C             |
| RosyBrown            | #BC8F8F             |
| LightCoral           | #F08080             |
| Snow                 | #FFFAFA             |
| MistyRose            | #FFE4E1             |
| DarkSalmon           | #E9967A             |
| LightSalmon          | #FFA07A             |
| Sienna               | #A0522D             |
| SeaShell             | #FFF5EE             |
| SaddleBrown          | #8B4513             |
| Peachpuff            | #FFDAB9             |
| Peru                 | #CD853F             |
| Linen                | #FAF0E6             |
| Bisque               | #FFE4C4             |
| Burlywood            | #DEB887             |
| Tan                  | #D2B48C             |
| AntiqueWhite         | #FAEBD7             |
| NavajoWhite          | #FFDEAD             |
| BlanchedAlmond       | #FFEBCD             |
| PapayaWhip           | #FFEFD5             |
| Moccasin             | #FFE4B5             |
| Wheat                | #F5DEB3             |
| Oldlace              | #FDF5E6             |
| FloralWhite          | #FFFAF0             |
| Cornsilk             | #FFF8DC             |
| Khaki                | #F0E68C             |
| LemonChiffon         | #FFFACD             |
| PaleGoldenrod        | #EEE8AA             |
| DarkKhaki            | #BDB76B             |
| Beige                | #F5F5DC             |
| LightGoldenrodYellow | #FAFAD2             |
| LightYellow          | #FFFFE0             |
| Ivory                | #FFFFF0             |
| OliveDrab            | #6B8E23             |
| DarkOliveGreen       | #556B2F             |
| DarkSeaGreen         | #8FBC8F             |
| DarkGreen            | #006400             |
| ForestGreen          | #228B22             |
| LightGreen           | #90EE90             |
| PaleGreen            | #98FB98             |
| Honeydew             | #F0FFF0             |
| SeaGreen             | #2E8B57             |
| MediumSeaGreen       | #3CB371             |
| Mintcream            | #F5FFFA             |
| MediumAquamarine     | #66CDAA             |
| Aquamarine           | #7FFFD4             |
| DarkSlateGray        | #2F4F4F             |
| PaleTurquoise        | #AFEEEE             |
| LightCyan            | #E0FFFF             |
| Azure                | #F0FFFF             |
| CadetBlue            | #5F9EA0             |
| PowderBlue           | #B0E0E6             |
| LightBlue            | #ADD8E6             |
| SkyBlue              | #87CEEB             |
| LightskyBlue         | #87CEFA             |
| SteelBlue            | #4682B4             |
| AliceBlue            | #F0F8FF             |
| SlateGray            | #708090             |
| LightSlateGray       | #778899             |
| LightsteelBlue       | #B0C4DE             |
| CornflowerBlue       | #6495ED             |
| Lavender             | #E6E6FA             |
| GhostWhite           | #F8F8FF             |
| MidnightBlue         | #191970             |
| SlateBlue            | #6A5ACD             |
| DarkSlateBlue        | #483D8B             |
| MediumSlateBlue      | #7B68EE             |
| MediumPurple         | #9370DB             |
| Indigo               | #4B0082             |
| MediumOrchid         | #BA55D3             |
| Plum                 | #DDA0DD             |
| Violet               | #EE82EE             |
| Thistle              | #D8BFD8             |
| Orchid               | #DA70D6             |
| LavenderBlush        | #FFF0F5             |
| PaleVioletRed        | #DB7093             |
| Pink                 | #FFC0CB             |
| LightPink            | #FFB6C1             |
| Black                | #000000             |
| DimGray              | #696969             |
| Gray                 | #808080             |
| DarkGray             | #A9A9A9             |
| Silver               | #C0C0C0             |
| LightGrey            | #D3D3D3             |
| Gainsboro            | #DCDCDC             |
| WhiteSmoke           | #F5F5F5             |
| White                | #FFFFFF             |

| Világosság szerint   | Világosság szerint |
| -------------------- | ------------------ |
| Black                | #000000            |
| Navy                 | #000080            |
| DarkBlue             | #00008B            |
| MediumBlue           | #0000CD            |
| MidnightBlue         | #191970            |
| Indigo               | #4B0082            |
| Blue                 | #0000FF            |
| Maroon               | #800000            |
| DarkRed              | #8B0000            |
| Purple               | #800080            |
| DarkMagenta          | #8B008B            |
| DarkViolet           | #9400D3            |
| SaddleBrown          | #8B4513            |
| DarkSlateBlue        | #483D8B            |
| DarkGreen            | #006400            |
| DarkSlateGray        | #2F4F4F            |
| Brown                | #A52A2A            |
| FireBrick            | #B22222            |
| Sienna               | #A0522D            |
| BlueViolet           | #8A2BE2            |
| DarkOliveGreen       | #556B2F            |
| Green                | #008000            |
| Crimson              | #DC143C            |
| MediumVioletRed      | #C71585            |
| Red                  | #FF0000            |
| DarkOrchid           | #9932CC            |
| Teal                 | #008080            |
| DimGray              | #696969            |
| Chocolate            | #D2691E            |
| Fuchsia              | #FF00FF            |
| Magenta              | #FF00FF            |
| SlateBlue            | #6A5ACD            |
| Olive                | #808000            |
| IndianRed            | #CD5C5C            |
| DarkCyan             | #008B8B            |
| OrangeRed            | #FF4500            |
| RoyalBlue            | #4169E1            |
| ForestGreen          | #228B22            |
| MediumOrchid         | #BA55D3            |
| DeepPink             | #FF1493            |
| DarkGoldenrod        | #B8860B            |
| SeaGreen             | #2E8B57            |
| OliveDrab            | #6B8E23            |
| MediumSlateBlue      | #7B68EE            |
| Tomato               | #FF6347            |
| PaleVioletRed        | #DB7093            |
| Gray                 | #808080            |
| SlateGray            | #708090            |
| Peru                 | #CD853F            |
| DodgerBlue           | #1E90FF            |
| DarkOrange           | #FF8C00            |
| MediumPurple         | #9370DB            |
| SteelBlue            | #4682B4            |
| Coral                | #FF7F50            |
| LightSlateGray       | #778899            |
| Orchid               | #DA70D6            |
| Salmon               | #FA8072            |
| LightCoral           | #F08080            |
| HotPink              | #FF69B4            |
| RosyBrown            | #BC8F8F            |
| Orange               | #FFA500            |
| Goldenrod            | #DAA520            |
| CadetBlue            | #5F9EA0            |
| LightSeaGreen        | #20B2AA            |
| DarkSalmon           | #E9967A            |
| DeepSkyBlue          | #00BFFF            |
| Violet               | #EE82EE            |
| CornflowerBlue       | #6495ED            |
| MediumSeaGreen       | #3CB371            |
| SandyBrown           | #F4A460            |
| DarkTurquoise        | #00CED1            |
| LightSalmon          | #FFA07A            |
| LimeGreen            | #32CD32            |
| DarkGray             | #A9A9A9            |
| DarkKhaki            | #BDB76B            |
| Plum                 | #DDA0DD            |
| Tan                  | #D2B48C            |
| DarkSeaGreen         | #8FBC8F            |
| YellowGreen          | #9ACD32            |
| BurlyWood            | #DEB887            |
| Gold                 | #FFD700            |
| MediumAquamarine     | #66CDAA            |
| LightPink            | #FFB6C1            |
| Silver               | #C0C0C0            |
| Lime                 | #00FF00            |
| MediumTurquoise      | #48D1CC            |
| MediumSpringGreen    | #00FA9A            |
| Thistle              | #D8BFD8            |
| SpringGreen          | #00FF7F            |
| LightSteelBlue       | #B0C4DE            |
| Pink                 | #FFC0CB            |
| Turquoise            | #40E0D0            |
| Aqua                 | #00FFFF            |
| Cyan                 | #00FFFF            |
| LawnGreen            | #7CFC00            |
| SkyBlue              | #87CEEB            |
| Chartreuse           | #7FFF00            |
| LightSkyBlue         | #87CEFA            |
| LightGrey            | #D3D3D3            |
| LightBlue            | #ADD8E6            |
| LightGreen           | #90EE90            |
| GreenYellow          | #ADFF2F            |
| PeachPuff            | #FFDAB9            |
| Yellow               | #FFFF00            |
| Khaki                | #F0E68C            |
| Wheat                | #F5DEB3            |
| NavajoWhite          | #FFDEAD            |
| Gainsboro            | #DCDCDC            |
| PowderBlue           | #B0E0E6            |
| PaleGoldenrod        | #EEE8AA            |
| Moccasin             | #FFE4B5            |
| Bisque               | #FFE4C4            |
| PaleGreen            | #98FB98            |
| MistyRose            | #FFE4E1            |
| PaleTurquoise        | #AFEEEE            |
| BlanchedAlmond       | #FFEBCD            |
| Lavender             | #E6E6FA            |
| AntiqueWhite         | #FAEBD7            |
| Aquamarine           | #7FFFD4            |
| PapayaWhip           | #FFEFD5            |
| Linen                | #FAF0E6            |
| Beige                | #F5F5DC            |
| LavenderBlush        | #FFF0F5            |
| OldLace              | #FDF5E6            |
| LemonChiffon         | #FFFACD            |
| LightGoldenrodYellow | #FAFAD2            |
| Cornsilk             | #FFF8DC            |
| Seashell             | #FFF5EE            |
| WhiteSmoke           | #F5F5F5            |
| AliceBlue            | #F0F8FF            |
| FloralWhite          | #FFFAF0            |
| GhostWhite           | #F8F8FF            |
| LightYellow          | #FFFFE0            |
| Snow                 | #FFFAFA            |
| Honeydew             | #F0FFF0            |
| LightCyan            | #E0FFFF            |
| Ivory                | #FFFFF0            |
| MintCream            | #F5FFFA            |
| Azure                | #F0FFFF            |
| White                | #FFFFFF            |

| Ábécé sorrendben     | Ábécé sorrendben |
| -------------------- | ---------------- |
| AliceBlue            | #F0F8FF          |
| AntiqueWhite         | #FAEBD7          |
| Aqua                 | #00FFFF          |
| Aquamarine           | #7FFFD4          |
| Azure                | #F0FFFF          |
| Beige                | #F5F5DC          |
| Bisque               | #FFE4C4          |
| Black                | #000000          |
| BlanchedAlmond       | #FFEBCD          |
| Blue                 | #0000FF          |
| BlueViolet           | #8A2BE2          |
| Brown                | #A52A2A          |
| BurlyWood            | #DEB887          |
| CadetBlue            | #5F9EA0          |
| Chartreuse           | #7FFF00          |
| Chocolate            | #D2691E          |
| Coral                | #FF7F50          |
| CornflowerBlue       | #6495ED          |
| Cornsilk             | #FFF8DC          |
| Crimson              | #DC143C          |
| Cyan                 | #00FFFF          |
| DarkBlue             | #00008B          |
| DarkCyan             | #008B8B          |
| DarkGoldenrod        | #B8860B          |
| DarkGray             | #A9A9A9          |
| DarkGreen            | #006400          |
| DarkKhaki            | #BDB76B          |
| DarkMagenta          | #8B008B          |
| DarkOliveGreen       | #556B2F          |
| DarkOrange           | #FF8C00          |
| DarkOrchid           | #9932CC          |
| DarkRed              | #8B0000          |
| DarkSalmon           | #E9967A          |
| DarkSeaGreen         | #8FBC8F          |
| DarkSlateBlue        | #483D8B          |
| DarkSlateGray        | #2F4F4F          |
| DarkTurquoise        | #00CED1          |
| DarkViolet           | #9400D3          |
| DeepPink             | #FF1493          |
| DeepSkyBlue          | #00BFFF          |
| DimGray              | #696969          |
| DodgerBlue           | #1E90FF          |
| FireBrick            | #B22222          |
| FloralWhite          | #FFFAF0          |
| ForestGreen          | #228B22          |
| Fuchsia              | #FF00FF          |
| Gainsboro            | #DCDCDC          |
| GhostWhite           | #F8F8FF          |
| Gold                 | #FFD700          |
| Goldenrod            | #DAA520          |
| Gray                 | #808080          |
| Green                | #008000          |
| GreenYellow          | #ADFF2F          |
| Honeydew             | #F0FFF0          |
| HotPink              | #FF69B4          |
| IndianRed            | #CD5C5C          |
| Indigo               | #4B0082          |
| Ivory                | #FFFFF0          |
| Khaki                | #F0E68C          |
| Lavender             | #E6E6FA          |
| LavenderBlush        | #FFF0F5          |
| LawnGreen            | #7CFC00          |
| LemonChiffon         | #FFFACD          |
| LightBlue            | #ADD8E6          |
| LightCoral           | #F08080          |
| LightCyan            | #E0FFFF          |
| LightGoldenrodYellow | #FAFAD2          |
| LightGreen           | #90EE90          |
| LightGrey            | #D3D3D3          |
| LightPink            | #FFB6C1          |
| LightSalmon          | #FFA07A          |
| LightSeaGreen        | #20B2AA          |
| LightSkyBlue         | #87CEFA          |
| LightSlateGray       | #778899          |
| LightSteelBlue       | #B0C4DE          |
| LightYellow          | #FFFFE0          |
| Lime                 | #00FF00          |
| LimeGreen            | #32CD32          |
| Linen                | #FAF0E6          |
| Magenta              | #FF00FF          |
| Maroon               | #800000          |
| MediumAquamarine     | #66CDAA          |
| MediumBlue           | #0000CD          |
| MediumOrchid         | #BA55D3          |
| MediumPurple         | #9370DB          |
| MediumSeaGreen       | #3CB371          |
| MediumSlateBlue      | #7B68EE          |
| MediumSpringGreen    | #00FA9A          |
| MediumTurquoise      | #48D1CC          |
| MediumVioletRed      | #C71585          |
| MidnightBlue         | #191970          |
| MintCream            | #F5FFFA          |
| MistyRose            | #FFE4E1          |
| Moccasin             | #FFE4B5          |
| NavajoWhite          | #FFDEAD          |
| Navy                 | #000080          |
| OldLace              | #FDF5E6          |
| Olive                | #808000          |
| OliveDrab            | #6B8E23          |
| Orange               | #FFA500          |
| OrangeRed            | #FF4500          |
| Orchid               | #DA70D6          |
| PaleGoldenrod        | #EEE8AA          |
| PaleGreen            | #98FB98          |
| PaleTurquoise        | #AFEEEE          |
| PaleVioletRed        | #DB7093          |
| PapayaWhip           | #FFEFD5          |
| PeachPuff            | #FFDAB9          |
| Peru                 | #CD853F          |
| Pink                 | #FFC0CB          |
| Plum                 | #DDA0DD          |
| PowderBlue           | #B0E0E6          |
| Purple               | #800080          |
| Red                  | #FF0000          |
| RosyBrown            | #BC8F8F          |
| RoyalBlue            | #4169E1          |
| SaddleBrown          | #8B4513          |
| Salmon               | #FA8072          |
| SandyBrown           | #F4A460          |
| SeaGreen             | #2E8B57          |
| Seashell             | #FFF5EE          |
| Sienna               | #A0522D          |
| Silver               | #C0C0C0          |
| SkyBlue              | #87CEEB          |
| SlateBlue            | #6A5ACD          |
| SlateGray            | #708090          |
| Snow                 | #FFFAFA          |
| SpringGreen          | #00FF7F          |
| SteelBlue            | #4682B4          |
| Tan                  | #D2B48C          |
| Teal                 | #008080          |
| Thistle              | #D8BFD8          |
| Tomato               | #FF6347          |
| Turquoise            | #40E0D0          |
| Violet               | #EE82EE          |
| Wheat                | #F5DEB3          |
| White                | #FFFFFF          |
| WhiteSmoke           | #F5F5F5          |
| Yellow               | #FFFF00          |
| YellowGreen          | #9ACD32          |

A Gray alternatív Grey formában is írható. Továbbá az Aqua és a Cyan, valamint a Magenta és a Fuchsia ugyanazokat a színeket nevezik meg.

## Webtűrő színek
| Rövidítés | Hexadec. | Decimális |
| --------- | -------- | --------- |
| 0         | 00       | 0         |
| 3         | 33       | 51        |
| 6         | 66       | 102       |
| 9         | 99       | 153       |
| C         | CC       | 204       |
| F         | FF       | 255       |

A webtűrő színek fogalmát lásd feljebb, a Színkódok, színnevek és csoportjaik című szakaszban.
A webtűrő színek esetén az egyes színcsatornáknál a következő 6 hexadecimális érték lehetséges: 00, 33, 66, 99, CC és FF. A bevett rövidített háromjegyű írásmód ezeket az értékeket rendre a 0, 3, 6, 9, C és F jelekkel jelöli. Az egyes jegyeket duplázva kapjuk meg a hatjegyű hexadecimális kódot.
| 000 | 300 | 600 | 900 | C00 | F00 | 003 | 303 | 603 | 903 | C03 | F03 |
| 006 | 306 | 606 | 906 | C06 | F06 | 009 | 309 | 609 | 909 | C09 | F09 |
| 00C | 30C | 60C | 90C | C0C | F0C | 00F | 30F | 60F | 90F | C0F | F0F |
| 030 | 330 | 630 | 930 | C30 | F30 | 033 | 333 | 633 | 933 | C33 | F33 |
| 036 | 336 | 636 | 936 | C36 | F36 | 039 | 339 | 639 | 939 | C39 | F39 |
| 03C | 33C | 63C | 93C | C3C | F3C | 03F | 33F | 63F | 93F | C3F | F3F |
| 060 | 360 | 660 | 960 | C60 | F60 | 063 | 363 | 663 | 963 | C63 | F63 |
| 066 | 366 | 666 | 966 | C66 | F66 | 069 | 369 | 669 | 969 | C69 | F69 |
| 06C | 36C | 66C | 96C | C6C | F6C | 06F | 36F | 66F | 96F | C6F | F6F |
| 090 | 390 | 690 | 990 | C90 | F90 | 093 | 393 | 693 | 993 | C93 | F93 |
| 096 | 396 | 696 | 996 | C96 | F96 | 099 | 399 | 699 | 999 | C99 | F99 |
| 09C | 39C | 69C | 99C | C9C | F9C | 09F | 39F | 69F | 99F | C9F | F9F |
| 0C0 | 3C0 | 6C0 | 9C0 | CC0 | FC0 | 0C3 | 3C3 | 6C3 | 9C3 | CC3 | FC3 |
| 0C6 | 3C6 | 6C6 | 9C6 | CC6 | FC6 | 0C9 | 3C9 | 6C9 | 9C9 | CC9 | FC9 |
| 0CC | 3CC | 6CC | 9CC | CCC | FCC | 0CF | 3CF | 6CF | 9CF | CCF | FCF |
| 0F0 | 3F0 | 6F0 | 9F0 | CF0 | FF0 | 0F3 | 3F3 | 6F3 | 9F3 | CF3 | FF3 |
| 0F6 | 3F6 | 6F6 | 9F6 | CF6 | FF6 | 0F9 | 3F9 | 6F9 | 9F9 | CF9 | FF9 |
| 0FC | 3FC | 6FC | 9FC | CFC | FFC | 0FF | 3FF | 6FF | 9FF | CFF | FFF |

## „Fehér” színek
A fehérhez közel álló, igen világos pasztellárnyalatok:
| Angol név     | Hexadecimális kód | Decimális kód | HTML-ben használandó |
| ------------- | ----------------- | ------------- | -------------------- |
| White         | FF FF FF          | 255 255 255   | #FFFFFF              |
| Snow          | FF FA FA          | 255 250 250   | #FFFAFA              |
| Honeydew      | F0 FF F0          | 240 255 240   | #F0FFF0              |
| MintCream     | F5 FF FA          | 245 255 250   | #F5FFFA              |
| Azure         | F0 FF FF          | 240 255 255   | #F0FFFF              |
| AliceBlue     | F0 F8 FF          | 240 248 255   | #F0F8FF              |
| GhostWhite    | F8 F8 FF          | 248 248 255   | #F8F8FF              |
| WhiteSmoke    | F5 F5 F5          | 245 245 245   | #F5F5F5              |
| Seashell      | FF F5 EE          | 255 245 238   | #FFF5EE              |
| Beige         | F5 F5 DC          | 245 245 220   | #F5F5DC              |
| OldLace       | FD F5 E6          | 253 245 230   | #FDF5E6              |
| FloralWhite   | FF FA F0          | 255 250 240   | #FFFAF0              |
| Ivory         | FF FF F0          | 255 255 240   | #FFFFF0              |
| AntiqueWhite  | FA EB D7          | 250 235 215   | #FAEBD7              |
| Linen         | FA F0 E6          | 250 240 230   | #FAF0E6              |
| LavenderBlush | FF F0 F5          | 255 240 245   | #FFF0F5              |
| MistyRose     | FF E4 E1          | 255 228 225   | #FFE4E1              |

### Segédeszközök
A kívánt színárnyalat kiválasztásához a világhálón egy egész sor eszköz fellelhető. Ezek közül néhány:
- Jonny Jacobs: Advanced HTML Color Code Chart, 2009. [2009. április 11-i dátummal az eredetiből archiválva]. (Hozzáférés: 2009. március 19.) Ha az egeret a 4096 színárnyalat közül a kiválasztott fölé visszük, akkor a táblázat szélén leolvashatjuk az RGB értékeket. A háttér, a táblázat és a szöveg színe a fejlécben megszabható. Megfelel a W3C CCS és a W3C XHTML 1.0 szabványoknak. Használata magától értetődő.

- Color Scheme Designer 3. (Hozzáférés: 2009. március 19.) Összeillő színek megtalálását segíti. Használata magától értetődő: az egeret egy tárcsán kell mozgatni.